# No-racism.net
no-racism.net ist ein Internetprojekt aus Österreich, das aus dem Umfeld der Plattform für eine Welt ohne Rassismus entstanden ist. Gemäß dem Titelnamen der Webadresse (no-racism, englisch für Kein Rassismus) versteht sich dieses Projekt vor allem als antirassistisch. Themenschwerpunkte sind nach eigener Darstellung die Dokumentation von Rassismus sowie die Berichterstattung über eine entsprechende Politik und deren Folgen; sowohl in Österreich als auch in Europa und in bestimmten Zusammenhängen auch global.

## Geschichte
Das heute unter no-racism.net erreichbare Internetportal ging 1999 als Projektwebsite der Kampagne Kein Mensch ist illegal unter der Domain illegalisiert.at ins Netz. Nach dem gewaltsamen Tod des Schubhäftlings Marcus Omofuma während seiner Abschiebung, der Operation Spring und der Protestbewegung gegen die FPÖ/ÖVP-Regierung ab Februar 2000, entwickelte sich das Projekt weiter, bis es am 1. März 2000 zum offiziellen Start von no-racism.net kam.
Bereits kurze Zeit später wurde no-racism.net große mediale Aufmerksamkeit zuteil, als der damalige FPÖ-(später BZÖ-)Abgeordnete Karl Schweitzer während einer Sitzung des österreichischen Nationalrats am 24. November 2000 schwere Beschuldigungen gegen die Webseite äußerte. In der Parlamentsdebatte behauptete Schweitzer, dass im Internet unter der URL www.no-racism.net Polizeiakten aufgetaucht wären, die illegal aus Polizeicomputern abgefragt worden seien. Tatsächlich handelte es sich bei den Akten lediglich um die Anzeigen wegen der Donnerstagsdemonstrationen gegen den KPÖ-Funktionär Kurt Wendt. Dieser hatte seine Gerichtsakten als Beschuldigter selbst zur Verfügung gestellt und stimmte der Veröffentlichung zu.
Mit dem Start des globalisierungskritischen Projekts „Global“ auf no-racism.net wird der inhaltliche Fokus zunehmend auch auf Ereignisse außerhalb Österreichs gelenkt. Besondere Schwerpunkte bildeten ab 2001 die Berichterstattung über den bewaffneten Konflikt in Kolumbien und Beiträge über Proteste gegen das Weltwirtschaftsforum in Davos und Salzburg sowie über die Ereignisse während des Treffens der G8 in Genua.

## Inhaltliche Ausrichtung
Auf no-racism.net kommen auch Stimmen zu Wort, die ansonsten kaum die Möglichkeit haben, sich in der Öffentlichkeit zu artikulieren. So wurden immer wieder Artikel von Opfern rassistischer Übergriffe veröffentlicht und kritisch über die Prozesse der Operation Spring und die Gerichtsverfahren infolge der Todesfälle Omofumas und Wagues berichtet.
Auch sonst wird versucht, aus der Perspektive gesellschaftlich marginalisierter Personen zu berichten. Da das journalistische Objektivitätsgebot dabei nicht an oberster Stelle steht, haben auf no-racism.net auch subjektive Erlebnisberichte, Kommentare oder Forderungen an die Politik ihren Platz. So setzt man sich etwa für die sofortige Abschaffung der Schubhaft (im deutschen Sprachgebrauch Abschiebehaft) ein und fordert uneingeschränktes Bleiberecht für alle Menschen, die in Österreich leben wollen. Gefordert wird die Vereinfachung von Migration durch Öffnung der Staatsgrenzen und die Legalisierung der Sans papiers (aus dem französischen: ohne Papiere – Sinngemäß für Menschen ohne personalausweisende Unterlagen wie Pässe u. a.). No-Racism behauptet, wie andere Antifa-Gruppen auch, einen „institutionalisierten rassistischen Staatsterror“ und einen „rassistischen Konsens der Mehrheits-Bevölkerung in Österreich und anderswo“.
Regelmäßig werden Aufrufe für antirassistische, feministische, autonome und antifaschistische Demonstrationen veröffentlicht.

## Politische Einordnung
Neben der redaktionell betreuten Hauptseite, bietet no-racism.net auch mehreren extern gestalteten Projekten eine Plattform. Zu erwähnen sind hier etwa die Homepages des Medienunabhängigen Nachrichtendienstes (MUND), des EU-Projekts Open Up, des Volxtheater Favoriten sowie diverse Projektseiten der Volxtheaterkarawane. 
no-racism.net versteht sich selbst als antifaschistisches Projekt, das unabhängig von gesellschaftlichen Institutionen wie Staat oder Parteien arbeitet und sich insbesondere gegen Abschiebungen von Zuwanderern einsetzt. Aus diesem Selbstverständnis heraus arbeitet es mit anderen Antifa-Gruppen und Strukturen international zusammen, vor allem mit medienunabhängigen Initiativen wie dem Newsletterdienst MUND. Das österreichische Bundesamt für Verfassungsschutz und Terrorismusbekämpfung bezeichnet MUND als eine von den zwei „bekanntesten und am häufigsten genutzten Internetplattformen des linksextremen Spektrums in Österreich“. Das andere Projekt, das der Verfassungsschutz nennt, ist Indymedia Austria, mit dem no-racism ebenfalls zusammenarbeitet.
Des Weiteren kooperiert no-racism.net mit radikal linken Initiativen wie der Rosa Antifa Wien, Kanalb, oder dem internationalen Noborder-Netzwerk. Politisch eng verbunden ist das Projekt mit Flüchtlingsorganisationen wie der Deserteurs- und Flüchtlingsberatung Wien oder dem Flughafen Sozialdienst.

## Technische Aspekte
Bis April 2004 bestand no-racism.net ausschließlich aus einer komplexen HTML-Seiten Struktur, was Suchabfragen erschwerte und nur wenig Flexibilität in der optischen Seitengestaltung bot. Im April 2004 wurde der Inhalt der Seite in eine Datenbank übersiedelt und no-racism.net durch Rubriken und Themen neu gegliedert. Es wurden mit den Bereichen Rassismus, DeportatiNO (zum Thema Widerstand gegen Abschiebungen), Migration, Debatte und Activism fünf inhaltliche Schwerpunkte gesetzt und durch mehr als 200 themenspezifische Rubriken weiter spezifiziert. In über 100 Themen werden Artikel zudem rubrikübergreifend – meist zu aktuellen Anlässen – gesammelt.
Die Domain no-racism.net ist in den USA registriert.

## Lizenz
Auf no-racism.net veröffentlichte Artikel dürfen mit Quellenangabe versehen zur nicht-kommerziellen Veröffentlichung weiterverwendet werden.